# Wachtmeister Studer

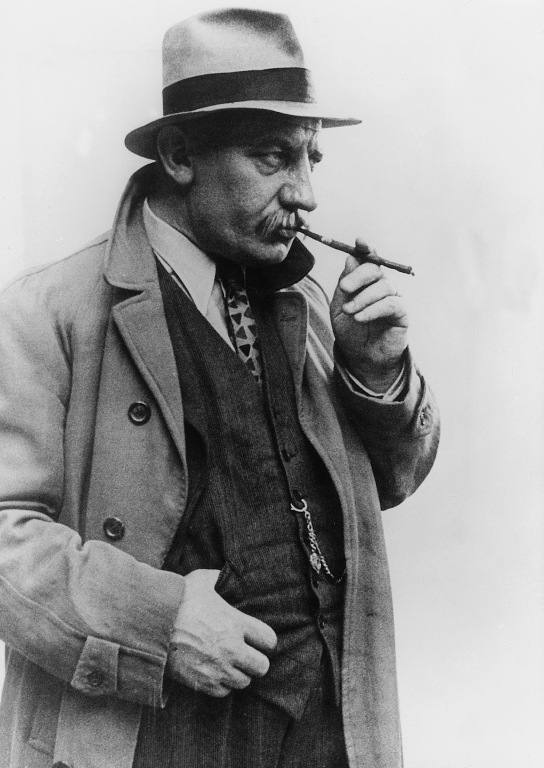
«Wachtmeister Studer», gespielt von Heinrich Gretler im gleichnamigen Praesens-Film aus dem Jahre 1939

Wachtmeister Studer ist eine literarische Figur des vor allem durch seine Krimis bekannt gewordenen Schweizer Schriftstellers Friedrich Glauser. Er ist die Hauptfigur in fünf Romanen, drei Romanfragmenten und fünf Erzählungen, welche Glauser in einem Zeitraum von sechs Jahren verfasste. Der Schwerpunkt in den Studer-Romanen liegt weniger in der Ermittlung des Täters als auf der atmosphärischen Beschreibung der Schauplätze und dem Motiv hinter der Tat. Studer zeichnet sich durch seine unerschütterliche Ruhe und sein Verständnis für die Täter und Tatverdächtigen aus.

## Die Figur Studer

### Literarisches Vorbild

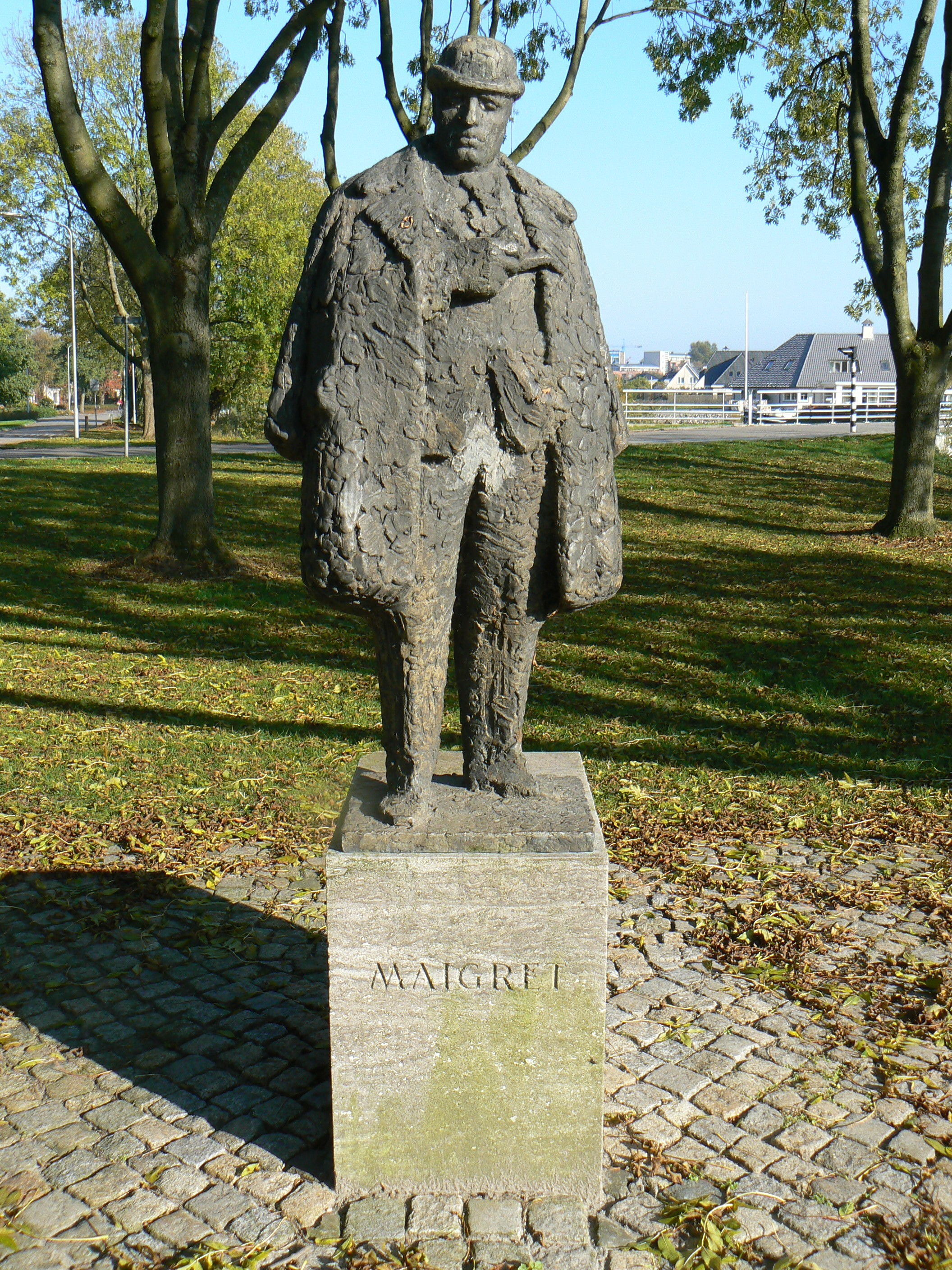
«Ich möchte Georges Simenon danken. Was ich kann, habe ich von ihm gelernt. Er war mein Lehrer.»
Maigret-Skulptur von Pieter d’Hont

Als Friedrich Glauser daran dachte, einen Kriminalroman zu schreiben, hatte er ein klares Vorbild im Kopf: Georges Simenon, welcher die Figur des «Maigret» geschaffen hatte. Entdeckt hatte er den belgischen Autor und dessen Romane, die er später als die besten Kriminalromane bezeichnete, als er mit seiner damaligen Freundin Beatrix Gutekunst von Januar bis Ende Mai 1932 in Paris weilte und versuchte, als freier Journalist und Schriftsteller Fuss zu fassen. Als er dabei ein Essay über den französischen Film für den Kulturteil des Bundes schrieb, notierte er diesbezüglich: «Simenon ist ein Mensch, der mit der Regelmäßigkeit eines Federviehs allmonatlich seinen Roman legt. Der Held ist stets ein einfacher Kommissar vom Quai des Orfèvres und heißt Maigret, obwohl er dick ist. Die Romane sind fast alle nach dem gleichen Schema geschrieben. Aber alle sind sie gut. Es ist eine Atmosphäre darin, eine gar nicht billige Menschlichkeit, ein Soignieren des Details.» 1935 wies Glauser in einem Brief an seinen Verleger Friedrich Witz auf Maigrets La Tête d’un homme hin: «Das zweite Buch ist besonders interessant, weil inhaltliche und atmosphärische, ja sogar sprachliche Elemente daraus im Schlumpf-Roman zu entdecken sind.» Und zwei Jahre später schrieb Glauser an seinen ehemaligen Lehrer Charly Clerc: «Kennen Sie Georges Simenon ein wenig? [...] Ich gebe übrigens zu, dass ich ihm viel verdanke. Im Grunde genommen war es sein Kommissar Maigret, der mich auf die Idee zu meinem Studer brachte. Ich glaube zwar nicht, dass ich ein Plagiat begangen habe – der Ton, der Rhythmus, die Färbungen von Simenon sind anders als bei mir. Aber immerhin...»
In seinem Nachwort zu Schlumpf Erwin Mord stellt Walter Obschlager fest: «Maigret und Studer, beide gehören sie nicht zur Gattung jener Schlaumeier mit dem Psychologenblick, wie Glauser die herkömmlichen Detektivfiguren nennt, diese Denkmaschinen, welche ‹in jenen fernen Höhen schweben, in denen man nach einem Regen trocken bleibt und in der alle Rasierklingen tadellos schneiden. Er muss herunter von seinem Sockel, der Schlaumeier!›. In der Figur des Kommissar Maigret hat Glauser zum ersten Mal verwirklicht gefunden, was er bei der gesamten Kriminalliteratur vermisst hatte, dass nämlich der Schlaumeier von seinem Sockel heruntergeholt würde. [...] Von Maigret unterscheidet sich Studer jedoch nicht nur in verschiedenen biografischen Einzelheiten, etwa in seinem vorgerückteren Alter, sondern auch in seiner ausgeprägten Empathiefähigkeit mit den Gescheiterten und Benachteiligten.»
2021 kam es zu einem Pastiche einer Wachtmeister-Studer-Geschichte: Die Germanistin Ursula Hasler Roumois verfasste den Roman Die schiere Wahrheit – Glauser und Simenon schreiben einen Kriminalroman. In einem Seebad am Atlantik begegnen sich 1937 unverhofft Friedrich Glauser, mit seinem letzten Geld angereist auf der Suche nach einem Morphiumrezept, und Georges Simenon, auf Urlaub im noblen Grand Hôtel de la Plage in Saint-Jean-de-Monts. Sie unterhalten sich, finden Gefallen aneinander und beschliessen, an Ort und Stelle gemeinsam einen Kriminalroman zu entwerfen.
2022 folgte eine Bearbeitung von Glausers Ascona-Roman-Fragments durch den Tessiner Schriftsteller Andrea Fazioli: Bereits in den 1920er-Jahren begann Glauser mit einem Roman über Studers Ferien in Ascona, der aber bis zu seinem Tod 1938 unvollendet blieb. Im Nachlass haben sich acht Versionen erhalten, welche die ersten beiden Kapitel detailliert und druckreif beschreiben. Glauser variiert darin die Szenen der Kontaktaufnahme eines jungen Mannes mit Studer und dem Eintreffen bei einer alten Mühle, bei der eine Frauenleiche liegt. Hundert Jahre später übernahm Fazioli Glausers Grundidee, ersann eine Erzählung um das Fragment herum und klärte den Fall schliesslich auf. Dazu erläutert der Schriftsteller: «Glauser ist ein Autor, den ich immer geliebt habe, schon als Junge. Für mich war es eine grosse Ehre, das Ascona-Fragment weiterschreiben zu dürfen.»

### Psychologisches Vorbild
In der Sekundärliteratur begegnet man immer wieder der Theorie, dass Glausers strenger und unnahbarer Vater ein unbewusstes Motiv bei der Kreation des Wachtmeisters Studer war. Der Ermittler wäre demnach die Vaterfigur, die Glauser zeit seines Lebens vermisst hatte. Frank Göhre schreibt dazu: «Der Studer verurteilt nicht. Er hat Verständnis für die Gestrauchelten, die ‹armen Hunde›. Er ist der Gegenentwurf zum übermächtigen, strengen Vater Friedrich Glausers.» Gerhard Saner erkennt in der Ermittlerfigur ein Wunschideal: «Studer ist die Summe der Lebenserfahrung seines Schöpfers und zugleich dessen Ideal. Aus seinem Stoff hat ihn Glauser gestaltet, und so wie seine Gestalt möchte er leben. (...) Studer tut in Wirklichkeit, was sein Schöpfer nur auf dem Papier tun kann: Ein wenig Unrecht verhindern – ohne an wahre Gerechtigkeit glauben zu müssen.» Und Peter Bichsel bemerkt zu Studer: «Sein Wachtmeister Studer wird eine der wunderbarsten Spiesserfiguren bleiben, ein lieber Mensch, ein vernünftiger Mensch, ein gütiger – so etwas wie eine Gegenfigur des Autors, ich bin nicht sicher, ob Glauser selbst ihn liebte oder hasste, wohl beides: Wie seinen Vater in Wien.» Wahrscheinlich ist Wachtmeister Studer letztendlich eine Mischung aus idealisierter Vaterfigur und Symbol der Gerechtigkeit; beides Dinge, die Glauser in seinem Leben stets vermisst hatte.

### Reales Vorbild
Dass der Figurengestaltung des Wachtmeister Studers aber auch eine reale Begebenheit zugrunde lag, erzählte Glausers letzte Lebensgefährtin Berthe Bendel nach seinem Tode: Als Glauser im Mai 1925 von Belgien in die Schweiz zurückgeschafft wurde, nahm ihn an der Basler Grenze ein Fahnder-Wachtmeister der bernischen Polizei in Empfang. Dieser löste Glauser die Fesseln und nahm ihn ins Bahnhofbuffet mit. Dort entfernte sich der Polizist während des Nachtessens sogar, um zu telefonieren. Und als Glauser später in der Strafanstalt Witzwil vom Fahnder abgeliefert wurde, soll dieser gesagt haben, man solle nett zu diesem Mann sein, er sei kein Verbrecher. In diesem Erlebnis erkennt man unschwer Studers Charakterzug, Verständnis und Mitgefühl für «Verlierer» zu empfinden. Jahre später stellte Glauser dann diesen mehrfachen Vertrauensbeweis eines Polizisten in Matto regiert literarisch dar. Dort heisst es zu Studer: «Ihm kam es auch nicht darauf an, einem Verurteilten, den er in die Strafanstalt führen musste, im Bahnhofbuffet noch ein Bier zu zahlen, so als letzte Freude gewissermassen, vor der langen Einsamkeit in der Zelle…» Das Motiv findet sich bereits in der handschriftlichen Fassung von Schlumpf Erwin Mord: In einer Passage, die für die Drucklegung weggelassen wurde, heisst es, Studer habe dem verhafteten Witschi auf dem Weg in die Strafanstalt am Bahnhofbuffet Bern einen halben Liter Rotwein spendiert. Davon findet sich noch ein Reflex in der gedruckten Fassung, als in einem Traum ein Polizeihauptmann Studer festnimmt und dazu sagt: «Aber ich zahl dir keinen Halben Roten im Bahnhofbuffet. Ich nicht!»

### Erscheinungsbild und Charakter
Studer ist gross und korpulent. Er hat graue Haare, ist oft bleich und unter seiner schmalen Nase trägt er einen Schnurrbart. Typische Bekleidungsstücke sind Regenmantel und Filzhut. Immer wieder raucht er seine krummen «Brissago»-Zigarren. Seine Lieblingsstellung beschreibt Glauser wiederholt folgendermassen: Der Wachtmeister hockt auf einem Stuhl (oft auch rittlings), die Schenkel gespreizt und beide Unterarme auf Schenkeln, dazu die Hände gefaltet.
Studer ist stur, hat einen «harten Grind», bleibt dabei aber immer fair. Bürokratie ist ihm ein Gräuel. Er stellt sich oft gegen Obrigkeiten, Studierte und Privilegierte. Demgegenüber bezieht er immer wieder Partei für die Verlierer der Gesellschaft, hilft den «Gestrauchelten» und zeigt so seine menschliche Seite.

### Studers Methode
Studer arbeitet vor allem intuitiv und verlässt sich vor allem auf sein Gespür. So sagt er passend in Schlumpf Erwin Mord: «Ich brauch weniger die Tatsachen als die Luft, in der die Leute gelebt haben… Verstehst?» Er ist ein geduldiger Zuhörer und ermittelt nach seinem Tempo, in der Regel langsam und gemütlich. Sehr oft drückt er in seinen Ermittlungen auch ein Auge zu, da er nicht bestrafen will, sondern Verständnis entwickelt und vor allem helfen möchte. Studer ist ein früher, bereits in Kommissar Maigret von Simenon angelegter Vertreter jenes Typus des unkonventionellen Ermittlers, ob Polizist oder Privatdetektiv, der später durch Vertreter wie Chandlers «Marlowe», Dürrenmatts «Bärlach», Mankells «Wallander» oder Schneiders «Hunkeler» zur zentralen Figur des Kriminalromans werden sollte.

### Sprüche und Gedanken von Studer

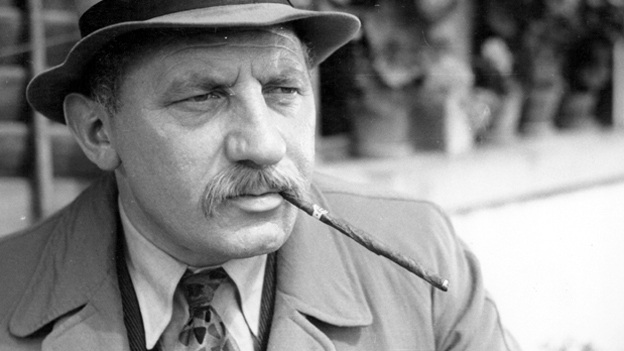
Heinrich Gretler als «Wachtmeister Studer»

«Mein Gott, die Menschen waren überall gleich. In der Schweiz versteckten sie sich ein wenig, wenn sie über die Schnur hauen wollten, und solange es niemand merkte, schwiegen die Mitmenschen.»

«Wir haben alle einen Vogel im Kopf. Manche sogar eine ganze Hühnerfarm…»

«Ich habe einmal einen Fall bearbeiten müssen, der spielte in einem Irrenhaus. Und da hab ich es mit einem Herrn zu tun gehabt, der war - warten Sie einmal, wie heisst das schon? – ja, der war Psychoanalytiker. Er deutete die Träume und konnte Ihnen dann ganz genau sagen, was mit Ihnen los war… Ist gestorben, der Herr Analytiker, seine ganze Traumdeutung hat ihm nichts genützt.»

«Es war im Leben eben immer ganz anders, als man meinte. Ein Mensch war nicht nur ein brutaler Kerl, er konnte scheinbar auch anders…»

«Es ist merkwürdig mit uns Menschen, wir tun manchmal gerade das, was wir vermeiden möchten, das, wovor unser Verstand uns warnt. Ein Bekannter von mir, der nun tot ist, sprach immer vom Unterbewusstsein. Als ob das Unterwusste einen eigenen Willen hätte.»

«Auf dem Grunde aller Menschen hockte die Einsamkeit.»

«Sind wir alle nicht auf die Bewunderung unserer Nächsten angewiesen, brauchen wir sie nicht wie’s tägliche Brot? Und käme sie auch nur von einem vierjährigen Kind, von einem Hund oder von einer Katze…»

«Jaja, die Toten hatten es besser! Sie hatten alles hinter sich: Eigene Hochzeit, und Taufe und wieder Hochzeit der Kinder (…) Sie hatten, die Toten, ein für allemal ihren Hügel aufgeworfen, und darunter schliefen sie und warteten… Warteten sie wirklich? Und worauf?»

«Er weiss noch nicht, dieser junge Schnuufer, dass es im Leben Scheidewege gibt: Die bequeme Strasse führt zu Ehren und Würden, aber den Zoll den man entrichten muss, um auf dieser Strasse wandeln zu dürfen, heisst Selbstachtung und gutes Gewissen.»

## Fiktive Biografie

### Polizei
Die Hintergründe von Studers Leben sind spärlich ausgeleuchtet, dennoch gibt Glauser dem Leser einige wenige Hinweise. So war Jakob Studer in seiner Ausbildung bei Prof. Gross in Graz. Immer wieder taucht auch eine gewisse «Bankaffäre» auf, bei der Studer in Ungnade gefallen ist: Angesehen als Kommissar bei der Stadtpolizei in Bern, musste er, infolge seines unorthodoxen Handelns, wieder ganz unten anfangen. Zur Zeit der Romane steht er knapp vor der Pensionierung (Schlumpf Erwin Mord spielt 1932). In seinem Arbeitsumfeld tauchen sporadisch die zwei Arbeitskollegen Korporal Murmann und Reinhard auf. Daneben hilft Dr. Giuseppe Malapelle, Gerichtsmediziner aus Mailand, bei der Aufklärung der Verbrechen. Gerne erinnert sich Studer auch an seinen Freund Kommissar Madelin aus Paris. Ausserhalb des Polizeiapparates unterstützen ihn Notar Hans Münch und der Anwalt Rosenzweig.

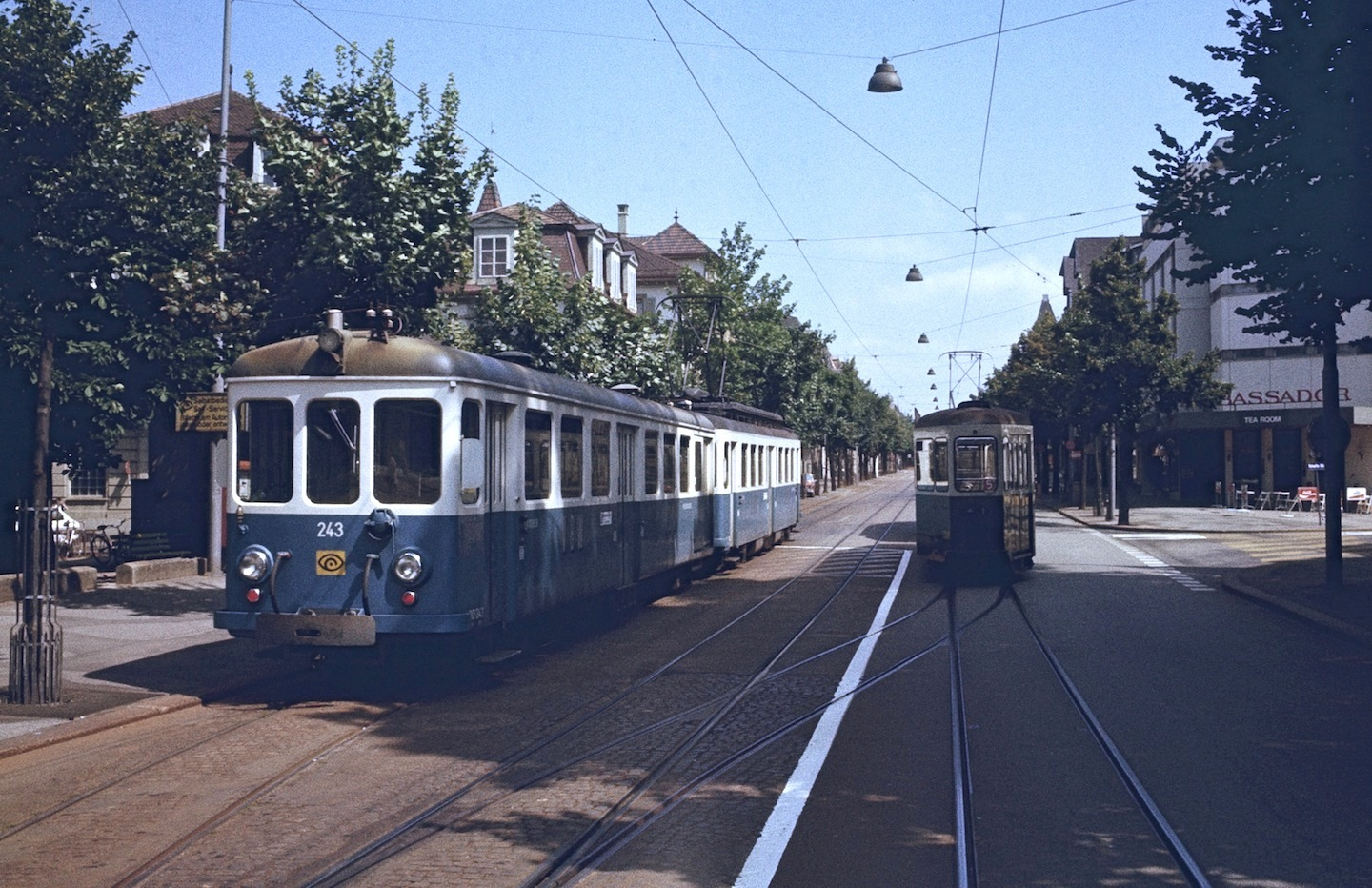
Die Thunstrasse in Bern (Foto 1979), fiktiver Wohnort von Wachtmeister Studer

Über Studers Status innerhalb der Stadtpolizei gibt Glausers folgende Beschreibung sehr treffend Auskunft: «In jedem Staatsbetrieb gibt es wenigstens einen Mann, der gewissermassen das Salz des ganzen Betriebes ist. Von ihm, der als Aussenseiter gilt, wird keine allzu regelmässige Arbeit verlangt; das alltägliche, mit seinem Stumpfsinn, wird ihm ferngehalten – oder besser, er hält es sich selbst vom Leibe. Dieser Mann findet nur Verwendung – und darin liegt eben sein Wert – wenn etwas Aussergewöhnliches zu tun ist. Dann wird er gebraucht, dann ist er unersetzlich. Wenn er in den flauen Zeiten herumlungert oder spazieren geht, drücken seine Vorgesetzten beide Augen zu, denn sie wissen, dass dieser Mann sich eines Tages als unersetzlich weisen wird: Er wird Mittel und Wege finden, eine verworrene Situation aufzudröseln, er wird verstehen, einen anderen Betrieb, der üppig und frech geworden ist, in den Senkel zu stellen, er wird – dieser Aussenseiter – eine pressante Angelegenheit in zwei Stunden erledigen, mit der ein braver Bureauhengst in zwei Wochen nicht fertig würde»

### Privatleben
Jakob Studer wohnt in der Thunstrasse 98 in Bern und ist mit Hedwig (Hedy) verheiratet. Die beiden Eheleute pflegen ein eher kameradschaftliches Verhältnis, da Studer weder zu den Romantikern zählt noch seine Gefühle gerne offenbart. Ihr einziges Kind ist Marie, welche mit Albert Guhl, Polizeikorporal in Arbon, verheiratet ist. Ihr Sohn heisst, wie sein Grossvater, Jakob.
In der handschriftlichen Fassung von Schlumpf Erwin Mord wird das Ehepaar Studer noch als kinderlos und seine Frau als deutlich jünger als er beschrieben.

### Studers Begräbnis
«Studer selbst hatte bestimmt, dass von seinem Tode keine Zeitung etwas verlauten und dass auch keine gedruckte Karte verschickt werden dürfte. Das Hedy hatte dem Wunsch des Lebensgefährten entsprochen, denn in Grundsatzfragen war mit dem Jakob nie zu spassen gewesen.» So beginnt die Studer-Kurzgeschichte, welche der Autor Rainer Redies rund fünfzig Jahre nach Glausers «Knarrende Schuhe» schrieb und in ihr die Figur des Wachtmeisters dichterisch wiederbelebte. Die mit Über Wachtmeister Studer – Biographische Skizzen betitelte Hommage bedient sich der Art der Sherlock-Holmes-Pastiches und lässt in fünf Kapiteln während Studers Beerdigung noch einmal die wichtigsten Stationen aus dem Leben des Berner Fahnders aufleben. Angereichert sind die Episoden in Glausers Schreibstil mit Zitaten und Reminiszenzen aus allen Studer-Romanen und einer Studer-Kurzgeschichte.
An Jakob Studers Grab stehen im Sommer 1957 seine Frau, die Tochter mit Gatte und deren Kinder, die Arbeitskollegen Murmann und Reinhart und die beiden Freunde Notar Münch und der aus Paris herbei telegrafierte Kommissar Madelin. Beschrieben werden in den folgenden 24 Stunden unter anderem Studers Todesumstände, sein Leben als Pensionär sowie einzelne Erlebnisse aus seiner Kindheit und Karriere: Wie Studer seine Gattin Hedy, Madelin und Münch kennenlernte, die wahren Hintergründe der wiederholt erwähnten Bankaffäre oder wie Studer in Stuttgart Zeuge eines SA-Propagandamarsches wurde. Des Weiteren tauchen etliche bekannte Figuren und Orte in dieser Retrospektive auf: Der inzwischen mit Sonja Witschi verheiratete Erwin Schlumpf aus Gerzenstein (Schlumpf Erwin Mord), Oberst Caplaun und Dr. Laduner (Matto regiert), Ludwig Fahrni aus Pfründisberg (Der Chinese), das Ibach Anni (Die Speiche), die algerische Wüste (Die Fieberkurve) oder der Bauer Leuenberger aus Waiblikon (Der alte Zauberer). Sogar Friedrich Glauser hat seinen eigenen Cameo-Auftritt in diesem Pastiche: In einer Rückblende erzählt Redies, wie Studer eines Tages den Schriftsteller und Morphinisten verhaften musste.

## Entstehung

### Erste Versuche
Von 1932 bis 1935 schrieb Glauser drei Kurzgeschichten, die man als Fingerübungen zur Figurenentwicklung des Wachtmeister Studers betrachten kann. In Der alte Zauberer (1932), der ersten Studergeschichte überhaupt, sind bereits alle Charakterzüge da, welche den Wachtmeister in den späteren Romanen so berühmt machen sollten. Aus derselben Zeit stammt Das uneinige Liebespaar; hier variiert Glauser und beschreibt Studer mit einem abweichenden Charakter. In der dritten Kurzgeschichte Sanierung (1935), welche parallel zu Schlumpf Erwin Mord entstand, hat Studer eine andere Physiognomie: Spitzbart und Ansatz zu einem Kropf.

### Dramaturgie, Stil

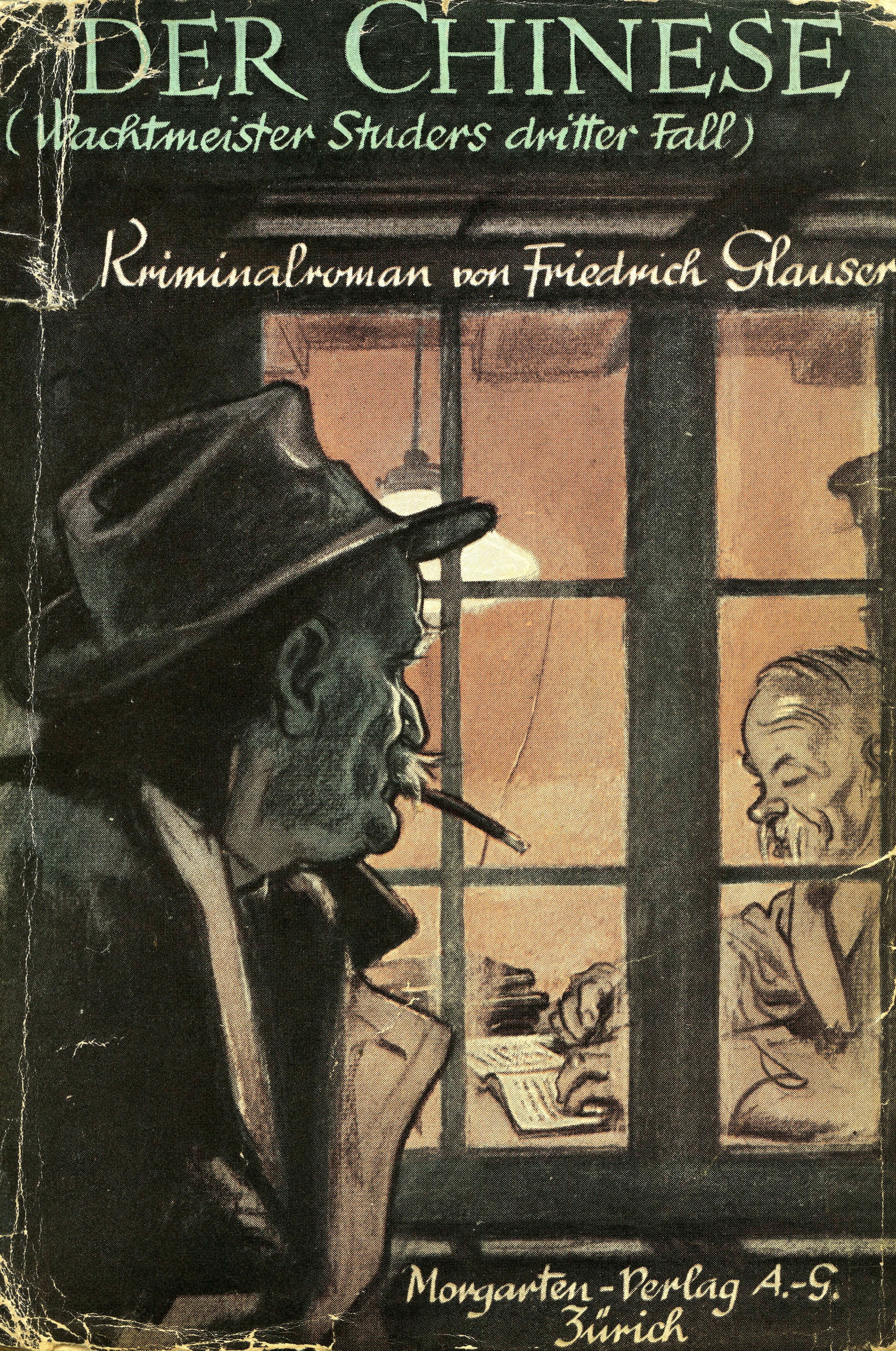
Wachtmeister Studer auf dem Buchcover von Der Chinese (Buchausgabe des Morgarten-Verlags, Zürich 1939)

Die Kriminalromane von Glauser weisen in ihrer Handlung Logiklöcher auf und die Dramaturgie scheint manchmal etwas konstruiert. Oder der Verlauf verliert sich in zu vielen Nebenhandlungen, die nicht alle aufgelöst werden. In seinem ersten Kriminalroman, begonnen im Jahre 1931, Der Tee der drei alten Damen (ohne Fahnderwachtmeister Studer), ist dies noch sehr ausgeprägt. Mario Haldemann schreibt dazu: «Dauernd wechselt der Blickwinkel, der ‹allwissende› Erzähler geht bald mit dieser, bald mit jener Person durch die Handlung, und der Leser verliert schnell einmal die Übersicht über die verworrenen Handlungsstränge und über die Fülle an Personal. Glauser war sich dessen wohl bewusst. Er zog kaum zwei Jahre nach Beendigung des Werks seine Umarbeitung zu einem Studer-Roman in Erwägung.» Über Die Fieberkurve (1935) sagte Glauser unter anderem: «Ein oder zwei Kapitel sind lustig geworden, ein oder zwei Gestalten sind so halbwegs im Blei – Aber ich fürchte sehr, ich hab wieder meinen alten Fehler begangen und zuviel Menschen aufmarschieren lassen.» Beim ersten Studer-Roman Schlumpf Erwin Mord hatte Glauser zwar nicht denselben Fehler gemacht, aber es sind doch einige «Zufälle», die Studer bei der Auflösung der Tat helfen.
Dass Glauser zu wenig Zeit darauf verwandte, einen Plot genauestens durchzudenken, gegebenenfalls umzustrukturieren und neu zu schreiben, hatte auch mit seinen widrigen Lebensumständen zu tun: Morphiumabhängigkeit, Delikte, Flucht, Internierung, Entziehungskuren, Selbstmordversuche, Amtsvormundschaft, Aufbau einer regulären Beschäftigung, bis sich erneut ein Absturz anbahnte. Peter Bichsel führt dazu weiter aus: «Man wusste, dass Glauser diese Kriminalromane nur geschrieben hatte, um Geld zu verdienen, Geld für seine Krankheit und Geld für seine Drogen, Geld für sein so wunderbar romantisch kaputtes Leben.»
Dennoch hatte Glauser Erfolg mit seinen Studer-Romanen; dies lag vor allem an der genauen Figurenzeichnung und der atmosphärischen Dichte in seinen Geschichten. In seinem 1937 veröffentlichten Offenen Brief über die «Zehn Gebote für den Kriminalroman» nimmt Glauser Stellung dazu und schreibt unter anderem: «Spannung ist ein vorzügliches Element; sie erleichtert dem Publikum die Anstrengung des Lesens. Sie lenkt den Geist, den von Sorgen geplagten Geist, von den Widerwärtigkeiten des Lebens ab, sie hilft vergessen. Genau wie irgendein Schnaps, genau wie irgendein Wein. Aber wie es auch echten Kirsch und Façon gibt, gerade so gibt es die echte Spannung und die Fuselspannung – verzeihen Sie das neue Wort. Und Fuselspannung nenne ich jede Spannung, die nur ein Ziel kennt: die Auflösung, das Ende des Buches. Sie gestattet nicht, diese Ersatzspannung, jede Seite des Buches als Gegenwart zu betrachten, in welcher der Leser minuten- oder sekundenlang lebt. (…) Diese Hast nach der Zukunft auf Kosten der Gegenwart – ist sie nicht der Fluch unserer Zeit? Wir haben überhaupt vergessen, dass es eine Gegenwart gibt, die gelebt werden will.»
Glausers verarbeitete Selbsterlebtes und liess exakte Beobachtungen in einzelne Szenen einfliessen. Dabei erlaubte sich Glauser ein Stilmittel einzusetzen, das in der Zwischenkriegszeit kaum noch benutzt wurde: Er flocht schweizerdeutsche Ausdrücke wie «Chabis» (Blödsinn), «hocken» (sitzen), «Chrachen» (Weiler), «G’schtürm» (Hetzerei), «Grind» (Kopf) oder «Was isch los»? in seine Texte ein. Jean Rudolf von Salis bemerkte dazu: «Seit Gotthelf ist es keinem Schriftsteller so unbefangen und mühelos gelungen, Ausdrücke der Mundart in den hochdeutschen Text einzufügen.»

## Stellung in der Kriminalliteratur
Bei einer Umfrage im Jahr 1990 unter 37 Krimifachleuten nach dem «besten Kriminalroman aller Zeiten» landete Wachtmeister Studer als bester deutschsprachiger Krimi auf Platz 4. Zudem sind auf der 119 Titel umfassenden Liste zwei weitere Studer-Romane, Matto regiert und Der Chinese vertreten.

## Studer-Geschichten

### Romane

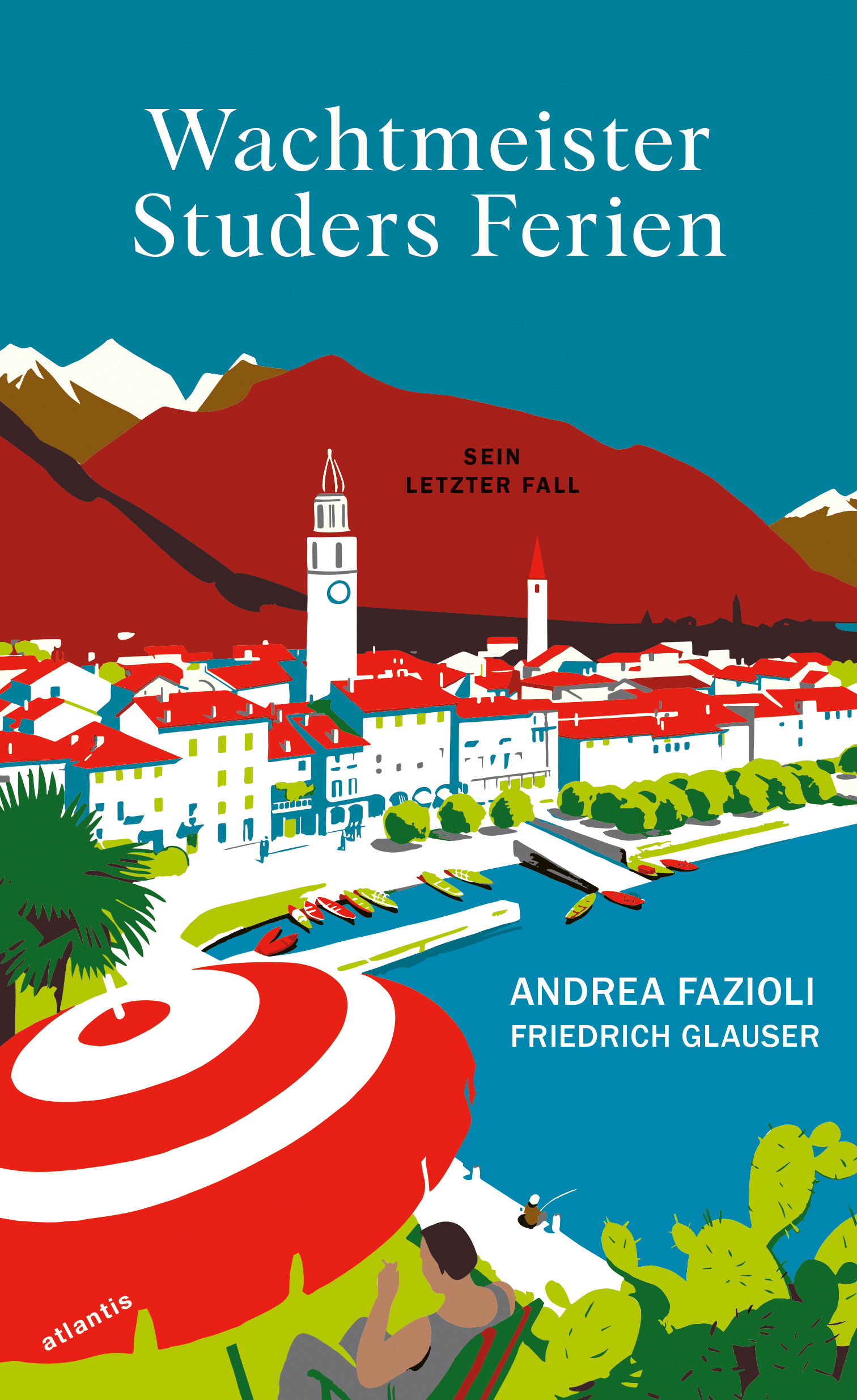
Studer ermittelt in Ascona: Wachtmeister Studers Ferien in der Ausgabe des Atlantis Verlages, 2022

- Schlumpf Erwin Mord (Wachtmeister Studer), 1935
- Die Fieberkurve, 1935
- Matto regiert, 1936
- Der Chinese, 1937
- Die Speiche (Krock & Co.), 1937

### Romanfragmente
Die Studer-Roman-Fragmente beinhalten die drei letzten Wachtmeister-Studer-Geschichten und wurden alle 1938 in Nervi verfasst. Sie blieben bis 1993 unveröffentlicht.
- Ascona-Roman
- Charleroi-Roman
- Angles-Roman

### Kurzgeschichten
Die Studer-Kurzgeschichten beinhalten alle Geschichten, in welchen Studer, neben den bekannten Romanen, auch noch einen Auftritt hat. Friedrich Glauser verfasste die Texte zwischen 1931 und 1938.
- Rettung
- Der alte Zauberer
- Das uneinige Liebespaar
- Ein Weltuntergang
- Sanierung
- Knarrende Schuhe

### Pastiches
- Rainer Redies: Über Wachtmeister Studer – Biographische Skizzen. Verlag Horst Poller, Stuttgart 1986, ISBN 978-3-87959-242-5.
- Ursula Hasler Roumois: Die schiere Wahrheit – Glauser und Simenon schreiben einen Kriminalroman. Limmat-Verlag, Zürich 2021, ISBN 978-3-03926-020-1.
- Andrea Fazioli: Wachtmeister Studers Ferien – Sein letzter Fall. Atlantis Verlag, Zürich 2022, ISBN 978-3-7152-5007-6.

## Weitere Ausgaben

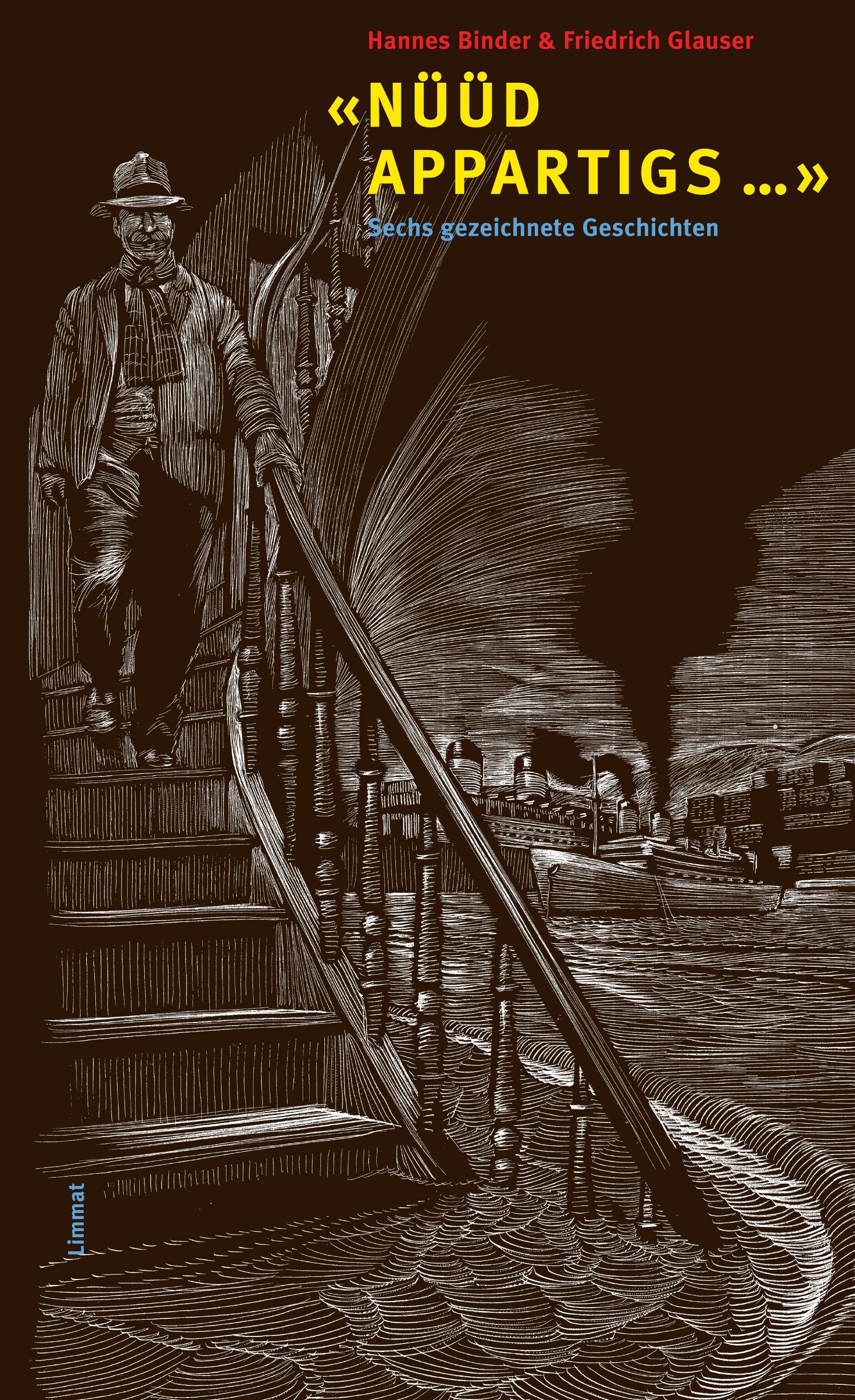
Nüüd Appartigs… von Hannes Binder im Limmat Verlag, 2005

### Sammelbände
- Sämtliche Kriminalromane und Kriminalgeschichten. 7 Bände in Schuber. Arche, Zürich 1989, ISBN 3-7160-2090-7
- Studer ermittelt. Sämtliche Kriminalromane in einem Band. Zweitausendeins, Frankfurt am Main 2009, ISBN 978-3-86150-892-2.

### Comic-Adaptionen
- Hannes Binder: Der Chinese. Arche, Zürich 1988, ISBN 3-7160-2067-2.
- Hannes Binder: Krock & Co. Arche, Zürich 1990, ISBN 3-7160-2115-6.
- Hannes Binder: Knarrende Schuhe. Arche, Zürich 1992. ISBN 3-7160-2155-5.
- Hannes Binder: Wachtmeister Studer im Tessin. Zytglogge, Gümligen 1996, ISBN 3-7296-0533-X.
- Hannes Binder: Glausers Fieber. Limmat, Zürich 1998, ISBN 978-3-85791-316-7.
- Hannes Binder: Eine Melodie, die der Kommissär schon einmal gehört hatte…. Limmat, Zürich 2002, ISBN 978-3-85791-383-9.
- Hannes Binder: Nüüd Appartigs… Sechs gezeichnete Geschichten. Limmat, Zürich 2005, ISBN 3-85791-481-5.
- Hannes Binder: Sieben gezeichnete Geschichten von, zu mit und um Friedrich Glauser. Um eine Geschichte erweiterte Ausgabe von «Nüüd Appartigs». Limmat, Zürich 2011, ISBN 978-3-85791-652-6.

### Theater-Fassung
- Walter Millns: Fieberkurve – Nach der Idee vom Roman von Friedrich Glauser. Elgg Verlag, Belp 2009.
- Renato Cavoli: «Matto: Kriminalstück nach em Roman ‹Matto regiert› (1935/36) vom Friedrich Glauser und em gliichnamige Film vom Leopold Lindtberg us em Jahr 1947». Elgg Verlag, Belp 2009.
- Ingrid Wettstein: Wachtmeister Studer: nach dem Roman vom Friedrich Glauser, Schweizerdeutsche Bearbeitung mit hochdeutschen Regieanweisungen. Theaterverlag Elgg, Belp 2012, DNB 1034524755.[39]
- Ingrid Wettstein: Krock & Co. – Wachtmeister Studer – Krimi nach em Friedrich Glauser. Theaterverlag Elgg, Belp 2013.

## Hörbücher
- Wachtmeister Studer. Der Audio Verlag, Berlin 2006, ISBN 3-89813-586-1.
- Matto regiert sowie Kif, gelesen von Friedrich Glauser. Christoph Merian Verlag, Basel 2006, ISBN 978-3-85616-275-7.
- Der Chinese. Christoph Merian Verlag, Basel 2007, ISBN 978-3-85616-308-2.
- Die Fieberkurve. Christoph Merian Verlag, Basel 2007, ISBN 978-3-85616-335-8.
- Krock & Co. Wachtmeister Studer ermittelt. Christoph Merian Verlag, Basel 2010, ISBN 978-3-85616-432-4.

## Verfilmungen

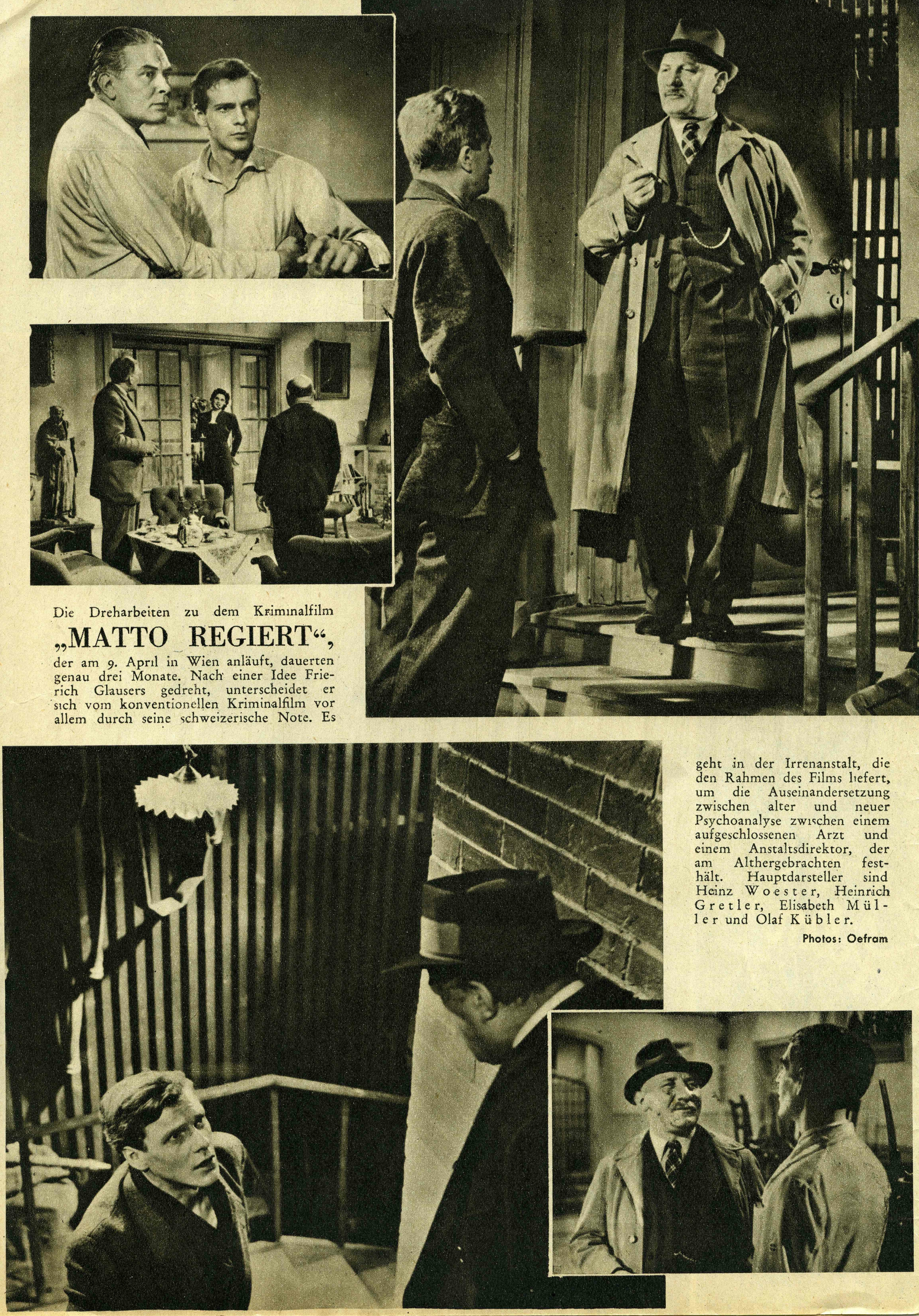
Filmzeitschrift Mein Film mit dem Bildbericht zur Premiere von Matto regiert in Wien, 1948

- 1939: Wachtmeister Studer, Schweiz, Regie: Leopold Lindtberg; mit Heinrich Gretler als Studer
- 1943: Kriminalassistent Bloch, Dänemark, Regie: Poul Band und Grete Frische
- 1947: Matto regiert, Schweiz, Regie: Leopold Lindtberg; mit Heinrich Gretler als Studer
- 1976: Krock & Co, Deutschland/Schweiz, Fernsehfilm, Regie: Rainer Wolffhardt; mit Hans Heinz Moser als Studer
- 1978: Der Chinese, Deutschland/Schweiz, Fernsehfilm, Regie: Kurt Gloor; mit Hans Heinz Moser als Studer
- 1980: Matto regiert, Deutschland/Schweiz, Fernsehfilm, Regie: Wolfgang Panzer; mit Hans Heinz Moser als Studer
- 2001: Studers erster Fall, Schweiz, Fernsehfilm, Regie: Sabine Boss; mit Judith Hofmann als „Claudia Studer“ (nach Matto regiert)
- 2007: Kein Zurück – Studers neuster Fall, Schweiz, Fernsehfilm, Regie: Sabine Boss; mit Judith Hofmann als Claudia Studer